# Ashley Kratzer
Ashley Kratzer (Newport Beach, 8 febbraio 1999) è una tennista statunitense.

## Carriera
Il 27 agosto 2018 ha raggiunto il suo best ranking nel circuito WTA in singolare alla 200ª posizione. L'11 giugno 2018 ha raggiunto in doppio la 317ª posizione.
Nel 2017, Kratzer ha vinto gli USTA National Girls' Championships, garantendole una wildcard per il tabellone principale degli US Open 2017.
Nel gennaio 2020, Ashlyn è risultata positiva ad un controllo anti-doping alla GHRP-6 che ne ha causato la sua squalifica per 4 anni dalle competizioni ufficiali dal 28 marzo dello stesso anno. La sua sospensione è terminata il 27 marzo 2024. Il successivo appello al Tribunale Arbitrale dello Sport (CAS) è stato rifiutato il 15 giugno 2021.

## Statistiche ITF

### Singolare

#### Sconfitte (4)
| Torneo $100.000 (0) |
| Torneo $80.000 (0)  |
| Torneo $75.000 (0)  |
| Torneo $60.000 (1)  |
| Torneo $50.000 (0)  |
| Torneo $40.000 (0)  |
| Torneo $25.000 (2)  |
| Torneo $15.000 (0)  |
| Torneo $10.000 (1)  |

| N. | Data              | Torneo                                           | Superficie  | Avversaria       | Punteggio   |
| 1. | 26 luglio 2016    | Austin Hill Country Classic, Austin              | Cemento     | Marcela Zacarías | 5-7, 4-6    |
| 2. | 23 luglio 2017    | Stockton Challenger, Stockton                    | Cemento     | Sofia Kenin      | 0-6, 1-6    |
| 3. | 2 giugno 2018     | Sanchez-Casal Women's Pro Circuit, Naples        | Terra verde | Nicole Gibbs     | 4-6, 4-6    |
| 4. | 22 settembre 2024 | Bank of Marin Pro Women’s Tournament, San Rafael | Cemento     | Robin Anderson   | 6(6)-7, 2-6 |

### Doppio

#### Sconfitte (1)
| Torneo $100.000 (0) |
| Torneo $80.000 (1)  |
| Torneo $75.000 (0)  |
| Torneo $60.000 (0)  |
| Torneo $50.000 (0)  |
| Torneo $40.000 (0)  |
| Torneo $25.000 (0)  |
| Torneo $15.000 (0)  |
| Torneo $10.000 (0)  |

| N. | Data           | Torneo                                                   | Superficie  | Compagna        | Avversarie in finale           | Punteggio        |
| 1. | 29 aprile 2018 | Boyd Tinsley Women's Clay Court Classic, Charlottesville | Terra verde | Whitney Osuigwe | Sophie Chang Alexandra Mueller | 6–3, 4–6, [7–10] |